# 贝克曼
贝克曼 或者 貝克曼（Beckmann，Beckman，Bäckman，Беркман）可以指：

## 人物
- 古德龙·贝克曼（德語：Gudrun Beckmann，1955年8月17日－），德国女子游泳运动员。
- 谢尔·贝克曼（瑞典語：Kjell Bäckman，1934年2月21日－2019年1月9日），瑞典男子速度滑冰运动员。
- 克里斯蒂安·贝克曼（瑞典語：Christian Bäckman，1980年4月28日－），瑞典男子冰球运动员。
- 林内娅·贝克曼（瑞典語：Linnéa Bäckman，1991年4月18日－），瑞典女子冰球运动员，场上位置是后卫。
- 本·贝克曼（英語：Ben Beckman，1987年12月15日－），德国男子田径运动员。
- 亞歷山大·貝克曼（俄语：Александр Беркман, 1870年11月21日－1936年6月28日），德國女射手。
- 马克斯·贝克曼（德語：Max Beckmann，1884年2月12日－1950年12月28日），德国画家、雕塑家、作家。
- 恩斯特·奥托·贝克曼（德語：Ernst Otto Beckmann，1853年7月4日－1923年7月13日），德國化學家。
- 阿诺德·奥威尔·贝克曼（英語：Arnold Orville Beckman，1900年4月10日—2004年5月18日），美國化學家。
- 米凯尔·贝克曼（丹麥語：Mikkel Beckmann，1983年10月24日－），丹麥足球運動員。
- 伯尼·贝克曼（荷蘭語：Bernie Beckman，1950年11月04日－），荷蘭棒球運動員、教練，曾經擔任聲寶太陽隊總教練（稱為「貝克曼B.B」）。

|  | 本页或本分段罗列了姓氏为「贝克曼」的人物。 如果是一个指代特定个人的内链将您引导到本页，請考慮修正該人物的名字以將链接指向正確的條目。 |